# Melanoplus deceptus
Melanoplus deceptus är en insektsart som beskrevs av Morse 1904. Melanoplus deceptus ingår i släktet Melanoplus och familjen gräshoppor. Inga underarter finns listade i Catalogue of Life.